# インディアン・プレミアリーグ
インディアン・プレミアリーグ（英語: Indian Premier League、略称：IPL）は、インドのトゥエンティ20方式のプロクリケットリーグ。

## 概要

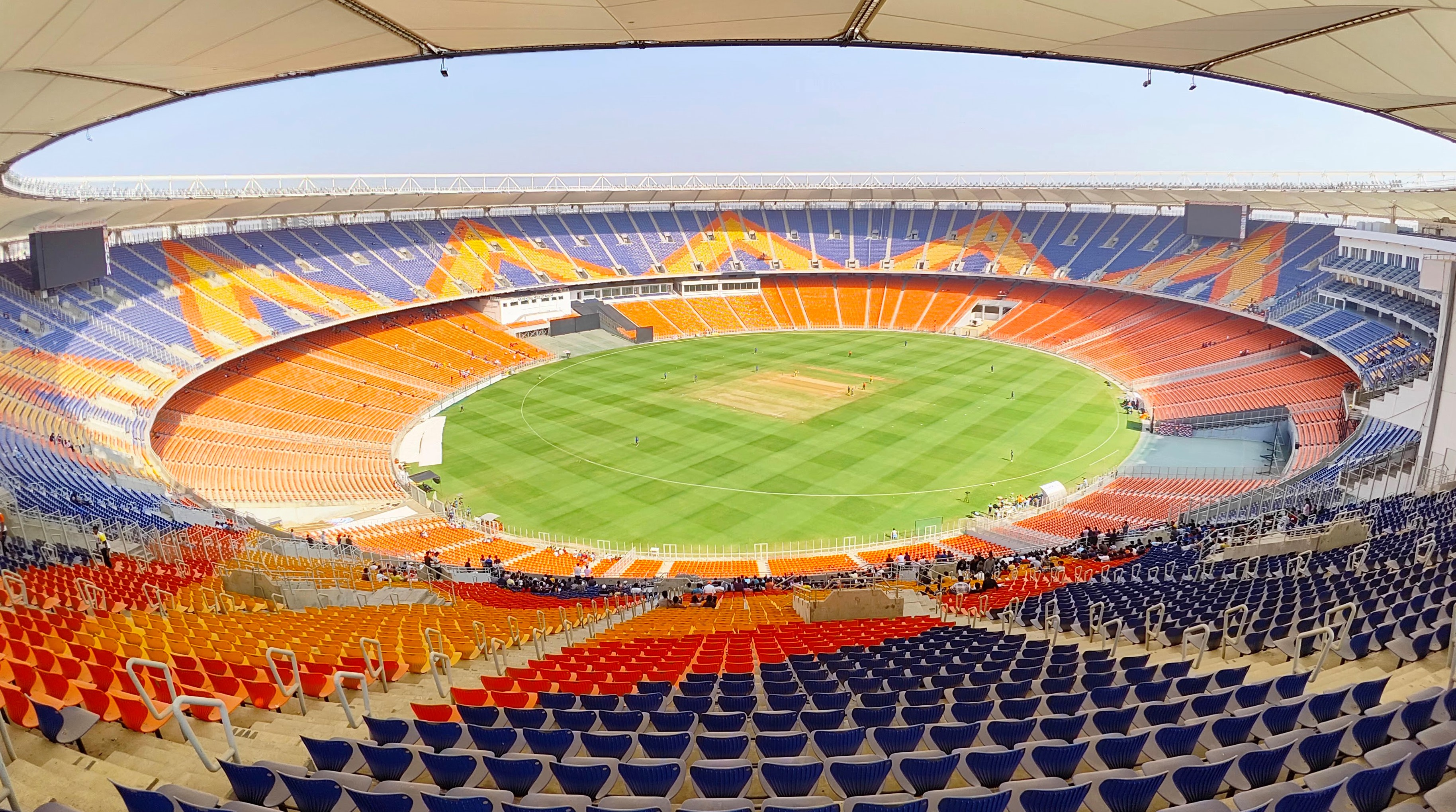
収容人数13万2000人で世界最大のスタジアムであるナレンドラ・モディ・スタジアム

インディアン・プレミアリーグ（以下、IPL）は2008年に発足。参加チーム数は10であり、シーズンは3月又は4月に開幕し、5月に閉幕する7週間程度の期間である。全74試合であり、レギュラーシーズンは各10チームがAとBの2グループに分かれ、同じグループの4チームとは1回戦総当たり、別グループのチームとはホーム・アンド・アウェーの2回戦総当りで試合を計14試合行ない、上位4チームがプレーオフに進出する。プレーオフは変則トーナメントであり、レギュラーシーズン上位2チーム同士が対戦し、勝者が優勝決定戦に出場する。敗者はレギュラーシーズンで3位と4位の対戦で勝利したチームと敗者復活戦を行い、その試合に勝利したチームが優勝決定戦に出場する。

2025年シーズンの組分けは以下の通り。
| グループA                                | グループB                      |
| ---------------------------------------- | ------------------------------ |
| チェンナイ・スーパーキングス             | ムンバイ・インディアンス       |
| コルカタ・ナイトライダーズ               | サンライザーズ・ハイデラバード |
| ラージャスターン・ロイヤルズ             | グジャラート・タイタンズ       |
| ロイヤル・チャレンジャーズ・バンガロール | デリー・キャピタルズ           |
| パンジャーブ・キングス                   | ラクナウ・スーパージャイアンツ |

現在はタタ・グループが冠スポンサー。本部はムンバイに所在。
クリケットのプロリーグとして世界最大の興行規模を有する。アメリカ経済誌フォーブスの算定によると、2022年時点のIPLの1チーム平均資産価値は10億4000万ドルであり、北米4大プロスポーツリーグの一つであるNHLを上回った。また、2023年にはIPLの事業価値が154億ドル、ブランド価値が32億ドルを算出されている。インドクリケット管理委員会は、2023年から5年間の放映権料が総額4839億ルピー（約8470億円）という巨額の取引が成立したと発表した。1試合当たりの放映権料は約11億4000万ルピー（約20億円）であり、プレミアリーグなどを上回り、世界のプロスポーツリーグでNFLに次ぐ2位となった。

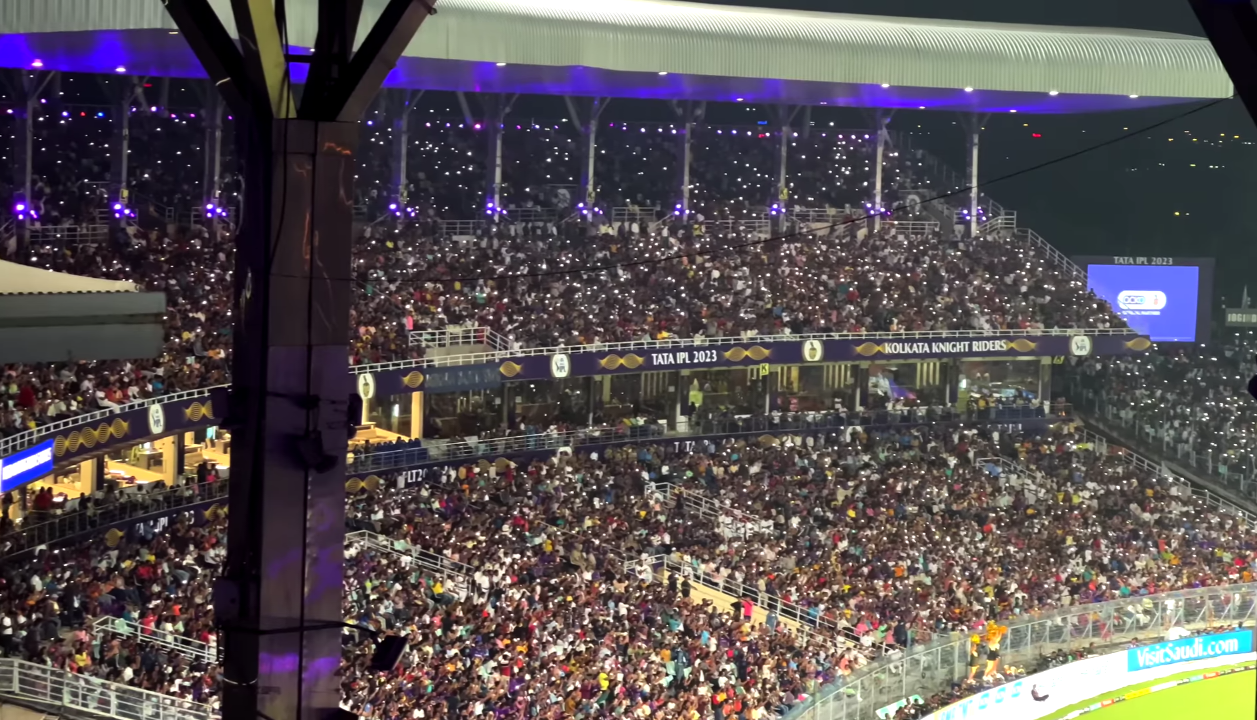
IPLは1試合当たり放映権料がNFLに次ぐ世界2位のプロスポーツリーグに成長した。

レギュラーシーズンは平日に毎日1試合ずつ、土日に2試合ずつ行われる。平日の試合はインド標準時の20時に開始され、1日の中で視聴率が高くなる時間帯であるプライムタイムに連日中継される。2015年シーズンの観客動員数は約171万人であり、1試合当たりの平均観客動員数は約2万8500人である。
チーム総年俸の上限金額を規定する制度であるサラリーキャップを導入しており、2023年シーズンでは9億5000万ルピーである。2023年シーズンの最高年俸はサム・カランの1億8500万ルピーである。選手は原則7週間程度のシーズン期間のみの短期雇用契約となっている。イギリスのスポーティング・インテリジェンス社による2018年のプロスポーツリーグの年俸調査によると、IPLの平均年俸は約505万ドルとなっているが、これはIPLの雇用期間が7週間しかないため、それを1年換算の比例で推計し、実際の7倍以上にした数字である。
2009年シーズンは総選挙の配慮から、南アフリカで開催された。2014年シーズンも同様で、シーズン序盤はアラブ首長国連邦で開催。プレーオフの決勝進出チームにはチャンピオンズリーグ・トゥエンティ20の出場権が与えられていた。しかし八百長問題が発覚し、ロイヤルズとスーパーキングスは2016シーズンと2017シーズンの2年間の出場停止処分。代わりにプネーとラージコートに期間限定チームが結成された。
2018年からは女子クリケットの普及を目指し、女子のエキシビションマッチを開始し、2019年にはプレイオフの日程の間を埋める形で、3チームによるリーグ戦のエキシビションマッチが開催されている。
2021年8月にBCCIは2022年シーズンから新たに2つのフランチャイズがリーグに参加することを発表。10月25日に行われた非公開入札では、RPSGグループとCVCキャピタルが2チームを落札した。RPSGはラクナウに7千万インドルピー(8億8000万ドル)、CVCはアーメダバードに5200万インドルピー(6億6000万ドル)を支払った。新たに参入する2チーム名はラクナウ・スーパージャイアンツ、グジャラート・タイタンズと発表され、2022シーズンから10チームでスタートした。

## 加盟チーム
| 現在のチーム |                                          |                                  |                                                                  |        |
| チーム       | チーム                                   | 保護地域                         | 本拠地球場                                                       | 設立年 |
|              | チェンナイ・スーパーキングス             | タミル・ナードゥ州チェンナイ     | M. A. チダンバラム・スタジアム                                   | 2008年 |
|              | デリー・キャピタルズ                     | デリー連邦直轄地ニューデリー     | アルン・ジェートリー・スタジアム                                 | 2008年 |
|              | パンジャーブ・キングス                   | パンジャーブ州モーハーリー       | PCAスタジアム                                                    | 2008年 |
|              | コルカタ・ナイトライダーズ               | 西ベンガル州コルカタ             | イーデン・ガーデンズ                                             | 2008年 |
|              | ムンバイ・インディアンス                 | マハーラーシュトラ州ムンバイ     | ワンケード・スタジアム                                           | 2008年 |
|              | ラージャスターン・ロイヤルズ             | ラージャスターン州ジャイプル     | サルダール・パテール・スタジアム                                 | 2008年 |
|              | ロイヤル・チャレンジャーズ・バンガロール | カルナータカ州ベンガルール       | M. チナズワミー・スタジアム                                      | 2008年 |
|              | サンライザーズ・ハイデラバード           | テランガーナ州ハイデラバード     | ラジーヴ・ガンディー・インターナショナル・クリケット・スタジアム | 2012年 |
|              | ラクナウ・スーパージャイアンツ           | ウッタル・プラデーシュ州ラクナウ | BRSABVエカナ・クリケット・スタジアム                             | 2021年 |
|              | グジャラート・タイタンズ                 | グジャラート州アフマダーバード   | ナレンドラ・モディ・スタジアム                                   | 2021年 |

| 消滅したチーム                                           |                                          |                              |                                                |               |
| チーム                                                   | チーム                                   | 保護地域                     | 本拠地球場                                     | 活動シーズン  |
|                                                          | コーチ・タスカーズ・ケーララ             | ケーララ州コーチ             | ジャワハルラール・ネルー・スタジアム           | 2011年        |
|                                                          | デカン・チャージャーズ                   | テランガーナ州ハイデラバード | ラジーヴ・ガンディー国際クリケット・スタジアム | 2008年-2012年 |
|                                                          | プネー・ウォリアーズ・インディア         | マハーラーシュトラ州プネー   | マハーラーシュトラ・クリケット協会スタジアム   | 2011年-2013年 |
| 期間限定チーム（2年間の出場停止2チームに対する暫定措置） |                                          |                              |                                                |               |
| チーム                                                   | チーム                                   | 保護地域                     | 本拠地球場                                     | 活動シーズン  |
|                                                          | グジャラート・ライオンズ                 | グジャラート州ラージコート   | サウラーシュトラ・クリケット協会スタジアム     | 2016年-2017年 |
|                                                          | ライジング・プネー・スーパージャイアント | マハーラーシュトラ州プネー   | マハーラーシュトラ・クリケット協会スタジアム   | 2016年-2017年 |

## 歴代決勝戦結果
| 開催年 | 決勝                                                                             | 決勝                                                      | 決勝                       | 決勝                                                          | チーム |   |
| 開催年 | 会場                                                                             | 優勝チーム                                                | 結果                       | 準優勝チーム                                                  | チーム |   |
| ------ | -------------------------------------------------------------------------------- | --------------------------------------------------------- | -------------------------- | ------------------------------------------------------------- | ------ | - |
| 2008   | DYパティル・スタジアム （マハーラーシュトラ州ナビムンバイ）                      | ラージャスターン・ロイヤルズ 164 for 7 (20 overs)         | 3ウィケット差 Scorecard    | チェンナイ・スーパーキングス 163 for 5 (20 overs)             | 8      | 8 |
| 2009   | ワンダラーズ・スタジアム （ハウテン州ヨハネスブルグ）                            | デカン・チャージャーズ 143 for 6 (20 overs)               | 6ラン差 Scorecard          | ロイヤル・チャレンジャーズ・バンガロール 137 for 9 (20 overs) | 8      | 8 |
| 2010   | DYパティル・スタジアム （マハーラーシュトラ州ナビムンバイ）                      | チェンナイ・スーパーキングス 168 for 5 (20 overs)         | 22ラン差 Scorecard         | ムンバイ・インディアンス 146 for 9 (20 overs)                 | 8      | 8 |
| 2011   | M. A. チダンバラム・スタジアム （タミル・ナードゥ州チェンナイ）                  | チェンナイ・スーパーキングス 205 for 5 (20 overs)         | 58ラン差 Scorecard         | ロイヤル・チャレンジャーズ・バンガロール 147 for 8 (20 overs) | 10     |   |
| 2012   | M. A. チダンバラム・スタジアム （タミル・ナードゥ州チェンナイ）                  | コルカタ・ナイトライダーズ 192 for 5 (19.4 overs)         | 5ウィケット差 Scorecard    | チェンナイ・スーパーキングス 190 for 3 (20 overs)             | 9      |   |
| 2013   | イーデン・ガーデンズ （西ベンガル州コルカタ）                                    | ムンバイ・インディアンス 148 for 9 (20 overs)             | 23ラン差 Scorecard         | チェンナイ・スーパーキングス 125 for 9 (20 overs)             | 9      |   |
| 2014   | M. チナズワミー・スタジアム （カルナータカ州バンガロール）                       | コルカタ・ナイトライダーズ 200 for 7 (19.3 overs)         | 3ウィケット差 Scorecard    | パンジャーブ・キングス 199 for 4 (20 overs)                   | 8      |   |
| 2015   | イーデン・ガーデンズ （西ベンガル州コルカタ）                                    | ムンバイ・インディアンス 202/5 (20 overs)                 | 41ラン差 Scorecard         | チェンナイ・スーパーキングス 161/8 (20 overs)                 | 8      |   |
| 2016   | M. チナズワミー・スタジアム （カルナータカ州バンガロール）                       | サンライザーズ・ハイデラバード 208/7(20 overs)            | 8ラン差 Scorecard          | ロイヤル・チャレンジャーズ・バンガロール 200/7(20 overs)      | 8      |   |
| 2017   | ラジーヴ・ガンディー 国際クリケット・スタジアム （テランガーナ州ハイデラバード） | ムンバイ・インディアンス 129/8 (20 overs)                 | 1ラン差                    | ライジング・プネー・スーパージャイアント 128/6 (20 overs)     | 8      |   |
| 2018   | ワンケデ・スタジアム                                                             | チェンナイ・スーパーキングス 181/2 (18.3 overs)           | 8ウィケット差 (Scorecard)  | サンライザーズ・ハイデラバード 178/6 (20 overs)               | 8      |   |
| 2019   | ラジーヴ・ガンディー 国際クリケット・スタジアム （テランガーナ州ハイデラバード） | ムンバイ・インディアンス 149/8 (20 overs)                 | 1ラン差                    | チェンナイ・スーパーキングス 148/7 (20 overs)                 | 8      |   |
| 2020   | ドバイ                                                                           | ムンバイ・インディアンス 157/5 (18.4 overs)               | ５ウィケット差 (Scorecard) | デリー・キャピタルズ 156/7 (20 overs)                         |        |   |
| 2021   | ドバイ                                                                           | チェンナイ・スーパーキングス 192/3 (20 overs)             | 27ラン差 (Scorecard)       | コルカタ・ナイトライダーズ 165/9 (20 overs)                   |        |   |
| 2022   | ナレンドラ・モディ・スタジアム （グジャラート州アフマダーバード）                | グジャラート・タイタンズ 133/3 (18.1 overs)               | 7ウィケット差 (Scorecard)  | ラージャスターン・ロイヤルズ 130/9 (20 overs)                 | 10     |   |
| 2023   | ナレンドラ・モディ・スタジアム （グジャラート州アフマダーバード）                | チェンナイ・スーパーキングス 171/5 (15 overs/DLS)         | 5ウィケット差              | グジャラート・タイタンズ 214/4 (20 overs)                     |        |   |
| 2024   | M. A. チダンバラム・スタジアム （タミル・ナードゥ州チェンナイ）                  | コルカタ・ナイトライダーズ 114/2 (10.3 overs)             | 8ウィケット差 (scorecard)  | サンライザーズ・ハイデラバード 113/10 (18.3 overs)            | 10     |   |
| 2025   | ナレンドラ・モディ・スタジアム                                                   | ロイヤル・チャレンジャーズ・バンガロール 190/9 (20 overs) | 6ラン差                    | パンジャーブ・キングス 184/7 (20 overs)                       | 10     |   |

## シーズン結果
| 年 (チーム数)                                           | 2008 (8) | 2009 (8) | 2010 (8) | 2011 (10) | 2012 (9) | 2013 (9) | 2014 (8) | 2015 (8) | 2016 (8) | 2017 (8) | 2018 (8) | 2019 (8) | 2020 (8) | 2021 (8) | 2022 (10) | 2023 (10) | 2024 (10) | 2025 (10) |
| ------------------------------------------------------- | -------- | -------- | -------- | --------- | -------- | -------- | -------- | -------- | -------- | -------- | -------- | -------- | -------- | -------- | --------- | --------- | --------- | --------- |
| チェンナイ・スーパーキングス                            | RU       | SF       | C        | C         | RU       | RU       | PO       | RU       | 出場停止 | 出場停止 | C        | RU       | 7位      | C        | 9位       | C         | 5位       | 10位      |
| デリー・キャピタルズ                                    | SF       | SF       | 5位      | 10位      | PO       | 9位      | 8位      | 7位      | 6位      | 6位      | 8位      | PO       | RU       | PO       | 5位       | 9位       | 6位       | 5位       |
| グジャラート・タイタンズ                                | –        | –        | –        | –         | –        | –        | –        | –        | –        | –        | –        | –        | –        | –        | C         | RU        | 8位       | PO        |
| コルカタ・ナイトライダーズ                              | 6位      | 8位      | 6位      | PO        | C        | 7位      | C        | 5位      | PO       | PO       | PO       | 5位      | 5位      | RU       | 7位       | 7位       | C         | 8位       |
| ラクナウ・スーパージャイアンツ                          | –        | –        | –        | –         | –        | –        | –        | –        | –        | –        | –        | –        | –        | –        | PO        | PO        | 7位       | 7位       |
| ムンバイ・インディアンス                                | 5位      | 7位      | RU       | PO        | PO       | C        | PO       | C        | 5位      | C        | 5位      | C        | C        | 5位      | 10位      | PO        | 10位      | PO        |
| パンジャーブ・キングス                                  | SF       | 5位      | 8位      | 5位       | 6位      | 6位      | RU       | 8位      | 8位      | 5位      | 7位      | 6位      | 6位      | 6位      | 6位       | 8位       | 9位       | RU        |
| ラージャスターン・ロイヤルズ                            | C        | 6位      | 7位      | 6位       | 7位      | PO       | 5位      | PO       | 出場停止 | 出場停止 | PO       | 7位      | 8位      | 7位      | RU        | 5位       | PO        | 9位       |
| ロイヤル・チャレンジャーズ・バンガロール                | 7位      | RU       | 3rd      | RU        | 5位      | 5位      | 7位      | PO       | RU       | 8位      | 6位      | 8位      | PO       | PO       | PO        | 6位       | PO        | C         |
| デカン・チャージャーズ / サンライザーズ・ハイデラバード | 8位      | C        | 4位      | 7位       | 8位      | PO       | 6位      | 6位      | C        | PO       | RU       | PO       | PO       | 8位      | 8位       | 10位      | RU        | 6位       |
| コーチ・タスカーズ・ケーララ†                           | –        | –        | –        | 8位       | –        | –        | –        | –        | –        | –        | –        | –        | –        | –        | –         | –         | –         | –         |
| プネー・ウォリアーズ・インディア†                       | –        | –        | –        | 9位       | 9位      | 8位      | –        | –        | –        | –        | –        | –        | –        | –        | –         | –         | –         | –         |
| グジャラート・ライオンズ†                               | –        | –        | –        | –         | –        | –        | –        | –        | PO       | 7位      | –        | –        | –        | –        | –         | –         | –         | –         |
| ライジング・プネー・スーパージャイアント†               | –        | –        | –        | –         | –        | –        | –        | –        | 7位      | RU       | –        | –        | –        | –        | –         | –         | –         | –         |

† 消滅したチーム
- C: 優勝
- RU: 準優勝
- 3rd: 3位決定戦勝利(2010年のみ開催)
- 4th: 3位決定戦敗退(2010年のみ開催)
- SF, PO: 準決勝およびPO進出

## チーム記録
| チーム                                    | 優勝                             | 準優勝                           | PO進出回数 | シーズン数 |
| ----------------------------------------- | -------------------------------- | -------------------------------- | ---------- | ---------- |
| チェンナイ・スーパーキングス              | 5 (2010, 2011, 2018, 2021, 2023) | 5 (2008, 2012, 2013, 2015, 2019) | 12         | 16         |
| ムンバイ・インディアンス                  | 5 (2013, 2015, 2017, 2019, 2020) | 1 (2010)                         | 11         | 18         |
| コルカタ・ナイトライダーズ                | 3 (2012, 2014, 2024)             | 1 (2021)                         | 8          | 18         |
| ロイヤル・チャレンジャーズ・バンガロール  | 1 (2025)                         | 3 (2009, 2011, 2016)             | 10         | 18         |
| サンライザーズ・ハイデラバード            | 1 (2016)                         | 2 (2018, 2024)                   | 7          | 13         |
| ラージャスターン・ロイヤルズ              | 1 (2008)                         | 1 (2022)                         | 6          | 16         |
| グジャラート・タイタンズ                  | 1 (2022)                         | 1 (2023)                         | 3          | 4          |
| デカン・チャージャーズ†                   | 1 (2009)                         |                                  | 2          | 5          |
| パンジャーブ・キングス                    |                                  | 2 (2014,2025)                    | 3          | 18         |
| デリー・キャピタルズ                      |                                  | 1 (2020)                         | 6          | 18         |
| ライジング・プネー・スーパージャイアント† |                                  | 1 (2017)                         | 1          | 2          |
| ラクナウ・スーパージャイアンツ            |                                  |                                  | 2          | 4          |
| グジャラート・ライオンズ†                 |                                  |                                  | 1          | 2          |
| プネー・ウォリアーズ・インディア†         |                                  |                                  | -          | 3          |
| コーチ・タスカーズ・ケーララ†             |                                  |                                  | -          | 1          |

† 消滅したチーム

## 通算個人記録

### ラン（得点）

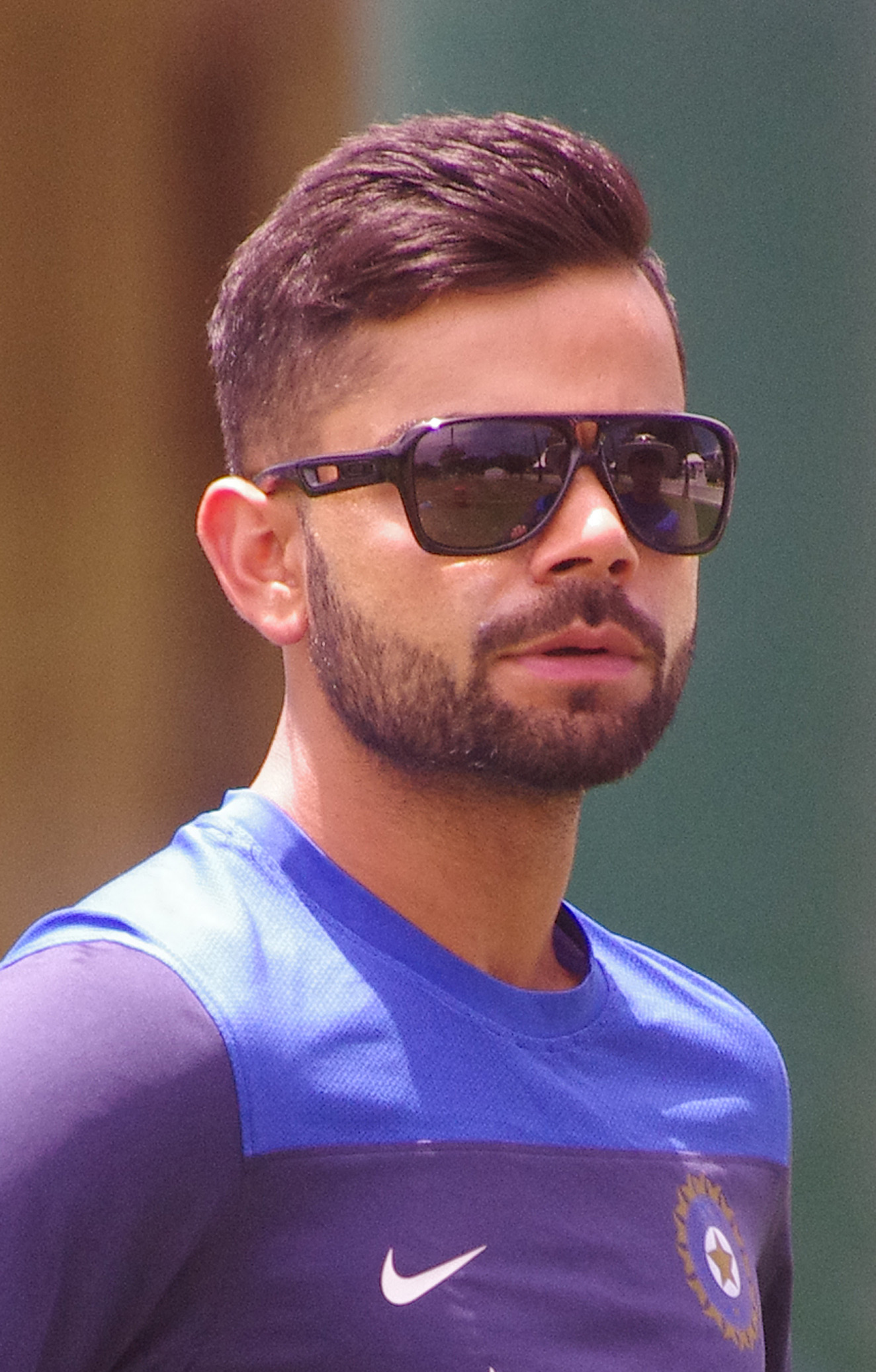
通算最多ラン記録保持者であるヴィラット・コーリ

2024年シーズン終了時点
| 順位 | 選手名             | 通算ラン |
| ---- | ------------------ | -------- |
| 1    | ヴィラット・コーリ | 8,004    |
| 2    | シカール・ダワン   | 6,769    |
| 3    | ロヒット・シャルマ | 6,628    |
| 4    | デビッド・ワーナー | 6,565    |
| 5    | スレシュ・ライナ   | 5,528    |

## テレビ放送
インド国内ではソニー・エンターテインメント・テレビジョン(Set Max)がWorld Sport Groupとの独占的に放映されており、2008年からの10年契約で総額870億ルビーを交わしていた。
2018年シーズンからはスターが5年契約総額1634億7500万ルビーで契約。スターはテレビ・ストリーミング・国際放映権を保有することになる。
2023年シーズンには、DAZNでもイギリス・アイルランド地域にて全試合をライブ配信を実施したほか、日本でも一部の試合のみ配信された。
翌2024年からはインドを本拠に置くスポーツ動画配信サービス、YuppTVが日本を含む世界70の国と地域（シンガポール、マレーシア、香港を除く）でIPL全試合のライブ配信 を行うほか、イギリス・アイルランド地域はSky Sportsにて全試合を独占中継する。